# フルーツバスケット―風色― Song for Yui Horie
「フルーツバスケット―風色― Song for Yui Horie」（-かぜいろそんぐふぉあゆいほりえ）は、堀江由衣のシングルである。2001年12月29日にスターチャイルドから発売された。

## 概要
- アニメ『フルーツバスケット』のイメージマキシシングル。主人公・本田透役の堀江由衣が、同アニメで岡崎律子が歌っているオープニングテーマ「For フルーツバスケット」とエンディングテーマ「小さな祈り」をカバーしたものと、岡崎が歌う第25話のエンディングテーマ「セレナーデ」やイメージソング「愛すべき明日＜「Fruits Basket」Version＞」と「空色」のinstrumentalが収録されている。
- 堀江由衣が歌う2曲は、2003年に発売された自身のキャラクターソングベストアルバム『ほっ?』にも収録されている。
- ジャケットイラストは、キャラクターデザインを務めた林明美描き下ろしで、歌詞カードにも林によるイラストが描かれている。
- なお、公式サイトには、6曲目に岡崎律子の「愛すべき明日＜Fruits Basket Version＞」が収録されると書いてあるが、実際には収録されていない。

## 収録曲
（全作詞・作曲：岡崎律子）
1. For フルーツバスケット [4:28]
編曲：村山達哉 、コーラスアレンジ：岡崎律子
  - テレビアニメ『フルーツバスケット』オープニングテーマカバー
2. セレナーデ(instrumental) [6:14]
編曲：村山達哉
3. 愛すべき明日＜「Fruits Basket」Version＞(instrumental) [3:58]
編曲：長谷川智樹・村山達哉
4. 空色(instrumental) [4:50]
編曲：村山達哉
5. 小さな祈り [3:21]
編曲:村山達哉 、コーラスアレンジ：岡崎律子
  - テレビアニメ『フルーツバスケット』エンディングテーマカバー